# Denier du rêve
Denier du rêve est un roman de Marguerite Yourcenar paru en 1934 aux éditions Grasset. C'est le « récit mi-réaliste, mi-symbolique, d'un attentat antifasciste à Rome en l'an XI de la dictature » selon l'écrivaine,.

## Historique
Le roman a été publié pour la première fois en 1934, puis retravaillé et publié une seconde fois en 1959, comme l'explique Marguerite Yourcenar dans la préface de cette seconde édition, qualifiée de définitive. Michèle Langford souligne que cette réécriture a été fortement influencée par deux éléments qui participaient alors à la vie de l'autrice, à savoir, son adhésion au sein de groupes engagés et désireux de contrer les abus sociaux et politiques, mais aussi l'ablation chirurgicale d'un sein qu'a dû subir Grace Frick, sa conjointe de l'époque.

## Résumé
Il s'agit du récit fictif qui met en scène l'attentat manqué sur Benito Mussolini, présentant à la fois une dimension historique et mythique.

## Éditions
- Éditions Grasset, 1934.
- Éditions Plon, 1959.
- Éditions Gallimard, coll. « L'Imaginaire », 1972.